# Pachydyptes
Pachydyptes es un género extinto de pingüino. 
Solo abarca a la especie Pachydyptes ponderosus, conocida a partir de algunos huesos fósiles que datan de finales del Eoceno (37 a 34 millones de años) de estratos del área de Otago, en Nueva Zelanda.
Con una altura de 140 a 160 centímetros y pesando entre 80 hasta posiblemente más de 100 kilogramos, fue el segundo pingüino de mayor altura, siendo sobrepasado en este aspecto por Anthropornis nordenskjoeldi, aunque probablemente era más pesado que este último. Pachydyptes era levemente mayor que Icadyptes salasi, el mejor conocido de los pingüinos gigantes.